# ديفيد بريتو (لاعب كرة قدم)
ديفيد بريتو (بالإنجليزية: David Brett)‏ (8 أبريل 1961 بتشستر في المملكة المتحدة - ) هو لاعب كرة قدم بريطاني في مركز الوسط. لعب مع نادي تشستر سيتي وColwyn Bay F.C. ‏.